# Jake LaMotta
Giacobbe La Motta (Bronx, Nova York, 10 de julho de 1922 – Miami, 19 de setembro de 2017), conhecido como Jake LaMotta e também apelidado de "The Bronx Bull" e "The Raging Bull", foi um boxeador norte-americano. Foi campeão mundial na categoria peso médio durante 1 ano e 7 meses. Quando perdeu o título dos médios, subiu para os meio-pesados mas não obteve bons resultados.
Descendente de imigrantes italianos,  nasceu no bairro do Bronx, em Nova York, e começou a lutar boxe ainda muito novo, quando seu pai o fez lutar com crianças da vizinhança para  divertimento dos adultos. Em 1941, aos 19 anos, ele começou a lutar boxe profissionalmente.
Com 83 vitórias (30 nocautes), 19 derrotas e 4 empates, LaMotta foi o primeiro homem a vencer Sugar Ray Robinson, criando uma rivalidade que renderia seis lutas memoráveis. Ele foi suspenso por suspeita de fraude em uma derrota para Billy Fox. Posteriormente,  admitiria ter perdido de propósito para ganhar prestígio com a máfia. Fora dos ringues, LaMotta era  conhecido como um homem violento como mostra o filme sobre sua vida,  e por diversas vezes agrediu sua esposa .
Depois da aposentadoria, ele comprou alguns bares e virou ator e comediante. Apareceu em mais de 15 filmes, incluindo The Hustler, com Paul Newman, em que interpretou o bartender.
Sua história virou filme dirigido por Martin Scorsese e estrelado por Robert De Niro. O filme, Touro Indomável é baseado na autobiografia de LaMotta, chamada Raging Bull: My Story. Robert De Niro engordou 27 quilos para interpretar Jake LaMotta depois da aposentadoria.
Decadente após a aposentadoria, Jake LaMotta foi preso, perdeu um filho e lançou vários livros sobre sua carreira e suas lutas com Sugar Ray Robinson.